# Episodi di Blossom - Le avventure di una teenager (quarta stagione)
La quarta stagione della serie televisiva Blossom - Le avventure di una teenager è stata trasmessa in anteprima negli Stati Uniti d'America dalla NBC tra il 24 settembre 1993 e il 23 maggio 1994.
| nº | Titolo originale               | Titolo italiano        | Prima TV USA      | Prima TV Italia |
| -- | ------------------------------ | ---------------------- | ----------------- | --------------- |
| 1  | Blossom in Paris               | Blossom a Parigi       | 24 settembre 1993 |                 |
| 2  | Transitions                    | Fasi di transizione    | 27 settembre 1993 |                 |
| 3  | Kiss and Tell                  |                        | 4 ottobre 1993    |                 |
| 4  | Six and Sonny                  |                        | 11 ottobre 1993   |                 |
| 5  | Blossom's Dilemma              | Troppe fidanzate       | 18 ottobre 1993   |                 |
| 6  | 38 Special                     | Giochi pericolosi      | 25 ottobre 1993   |                 |
| 7  | The Fifty-Minute Hour          | Un padre premuroso     | 1º novembre 1993  |                 |
| 8  | True Romance                   | Pizza amore e fantasia | 8 novembre 1993   |                 |
| 9  | Let's Talk About Sex           |                        | 15 novembre 1993  |                 |
| 10 | Big Doings (Part 1)            |                        | 22 novembre 1993  |                 |
| 11 | Big Doings (Part 2)            |                        | 29 novembre 1993  |                 |
| 12 | Copycat                        |                        | 13 dicembre 1993  |                 |
| 13 | Getting Lucky                  |                        | 10 gennaio 1994   |                 |
| 14 | Meat                           |                        | 24 gennaio 1994   |                 |
| 15 | Double Date                    |                        | 31 gennaio 1994   |                 |
| 16 | Beach Blanket Blossom (Part 1) |                        | 14 febbraio 1994  |                 |
| 17 | Beach Blanket Blossom (Part 2) |                        | 21 febbraio 1994  |                 |
| 18 | A Little Help from My Friends  |                        | 28 febbraio 1994  |                 |
| 19 | Our Favorite Scenes            |                        | 14 marzo 1994     |                 |
| 20 | Blue Blossom                   |                        | 19 marzo 1994     |                 |
| 21 | Sex, Lies and Mrs. Peterson    |                        | 2 aprile 1994     |                 |
| 22 | Seven Deadly Sins              |                        | 9 aprile 1994     |                 |
| 23 | Night of Reckoning             |                        | 2 maggio 1994     |                 |
| 24 | Last Tango                     |                        | 9 maggio 1994     |                 |
| 25 | Graduation                     |                        | 23 maggio 1994    |                 |

NOTA:  Questo episodio di due ore è stato trasmesso un giovedì sera per sfruttare il predominio di "Must See TV" della NBC nelle commedie di situazioni del giovedì sera, trasmettendo in tutte e quattro le fasce orarie. Quando fu venduto in syndication, fu diviso in quattro episodi.